# Muhammadqodir Abdullayev
Muhammadqodir Abdullayev (* 15. November 1973 in Andijon, Usbekische SSR, Sowjetunion), auch bekannt als Mahamadkadir Abdullajew und Mohammed Kadir Abdullajew, ist ein ehemaliger usbekischer Boxer.

## Amateur
Der gläubige Muslim Abdullayev nahm als Leichtgewichtler 1996 an den Olympischen Spielen in Atlanta teil, verlor allerdings schon den ersten Kampf gegen den US-Amerikaner Terrance Cauthen. 1997 siegte er bei den Asienmeisterschaften in Kuala Lumpur und 1998 bei den Asienspielen in Bangkok. Bei seiner Teilnahme an den Weltmeisterschaften 1997 in Budapest scheiterte er früh am Polen Maciej Zegan, 1999 wurde er dann in Houston mit Siegen über Ricardo Williams, Lukáš Konečný und Willy Blain Amateurweltmeister.
Im Jahr 2000 gewann er die Goldmedaille im Halbweltergewicht bei den Olympischen Spielen in Sydney, dabei besiegte er unter anderem Miguel Cotto und im Finale erneut Ricardo Williams. Seine Bilanz: 288-12.

## Profi
2001 wechselte Abdullayev in das Profilager. Obwohl er eigentlich einen typischen Angriffsstil boxte, blieb er als Profi weitestgehend erfolglos. Er verlor seinen zwölften Kampf gegen Emanuel Clottey (19 Siege, fünf Niederlagen) durch K. o. in der zehnten Runde. Er wurde dann von Universum Box-Promotion unter Vertrag genommen und Fritz Sdunek wurde sein Trainer. Nach vier weiteren Siegen boxte er am 6. Juni 2005 gegen seinen Amateurgegner Miguel Cotto um den WBO-Titel und verlor nach einer Augenverletzung. Nach einer weiteren Niederlage gegen den Ukrainer Andreas Kotelnik beendete er seine Karriere.
Nach dreieinhalbjähriger Pause kehrte Abdullayev 2009 in den Ring zurück, kämpfte jedoch nur noch in Usbekistan. Nach fünf Siegen über Landsmänner verlor er 2010 gegen den Ghanaer Joshua Okine. Nach einem weiteren Sieg 2011 beendete Abdullayev seine Karriere.